# Reserva Costa Atlántica
La reserva Costa Atlántica es un área natural protegida de la provincia de Tierra del Fuego AIAS, Argentina, que presenta gran diversidad de aves acuáticas migratorias y endémicas.
Fue creada por ley n.º 415 del Poder Ejecutivo Provincial el 27 de octubre de 1998.  
Forma parte del Sistema Provincial de Áreas Naturales Protegidas (S.P.A.N.P.) establecido por la ley provincial n.º 272 en 1996 que incluye seis áreas naturales protegidas para la conservación de ecosistemas de la provincia. 
En 1992 fue incluida en la red hemisférica de reservas para aves playeras (RHRAP) con la categoría de «reserva hemisférica».  El 13 de septiembre de 1995 fue designada «humedal de importancia internacional» por la convención Ramsar. Fue identificado como un área de aves endémicas por el ICBP (BirdLife International).

## Características
Se encuentra en la zona noreste de la isla Grande de Tierra del Fuego, en el sector de costa comprendido entre cabo Nombre y la desembocadura del río Ewan.
En sus 28 600 ha predomina el paisaje estepario con pastizales y matorrales xerófilos, con algunas manchas de bosque de ñires. El área más importante es la de la bahía de San Sebastián, con una amplia zona intermareal que cubre una superficie de 16 000 ha de suelo fangoso cuando la marea está baja.
También sobresale el área de la desembocadura del río Grande, cabo Auricosta y la desembocadura del río Ewan con suelos arenosos fangosos.

## Objetivo
La delimitación de la zona como reserva natural tiene como objetivo conservar la diversidad biológica del área y la zona marina adyacente, protegiendo a las aves playeras migratorias y sus hábitats. 

## Fauna
Alberga durante el invierno boreal a una de las mayores concentraciones de aves del neotrópico. El 43 % del total de la población de América del Sur de becasas de mar, el 13 % de la población total del continente de playero rojizo y 32 % de la población de la costa atlántica de playero rabadilla blanca habitan en la zona. Es área de nidificación de cauquén colorado, especie seriamente amenazada. 
Se puede observar entre otras aves al ostrero austral, el cauquén costero o caranca, el pato crestón, la paloma antártica, el chorlito pecho colorado, el chorlito ceniciento, el cauquén común o caiquén, la gaviota capucho café o gaviotín, el gaviotín cola larga, el playerito unicolor o alas largas, el playerito blanco, la gaviota cocinera y el vuelvepiedras. En menor cantidad se puede ver al chorlito doble collar y el playero o chorlito trinador. Las áreas de importancia por la gran concentración de aves playeras migratorias son la bahía de San Sebastián, Río Grande, y Viamonte. 
Como en toda la costa patagónica, en la reserva las aguas son habitadas por colchones de macroalgas, entre ellas el cachiyuyo, alga parda que forma extensos  bosques donde viven y se reproducen crustáceos, moluscos y peces. Alrededor de 21 especies de cetáceos se reproducen y alimentan en las aguas de la zona.
Durante la primavera-verano las aguas de la reserva (y la de toda la costa de Tierra del Fuego) alojan  importantes concentraciones de larvas, juveniles y adultos de sardina fueguina, que junto al róbalo y el pejerrey constituyen la alimentación del pingüino de Magallanes, el pingüino penacho amarillo, el cormorán imperial y el delfín austral. La zona presenta una de las mayores densidades poblacionales registradas frente a Tierra del Fuego de tonina overa.

## Amenazas
- La actividad petrolera y gasífera en la zona de San Sebastián produce contaminación crónica y riesgo de derrames del fluido.
- Debido al desarrollo de infraestructura se presentan problemas de erosión, como la extracción de arena y ripio.
- Las actividades recreativas relacionadas con el uso de vehículos todo terreno, los recolectores de moluscos, los perros vagabundos producen un ambiente de disturbio para las aves.[9][10]